# 張賓 (天順進士)
張賓（1427年—？），字利用，山東濟南府德州人，明朝政治人物。進士出身。

## 生平
山東鄉試第四十三名。天順元年（1457年）丁丑科會試第二百六十七名，殿試登進士第三甲第一百五十四名。

## 家族
曾祖張昱。祖父張仲淑，曾任教諭。父亲張為普。